# Campeonato Sul-Americano de Atletismo de 1985
O Campeonato Sul-Americano de Atletismo de 1985 foi a 33ª edição do evento, organizado pela CONSUDATLE no mês de setembro de 1985 na cidade de Santiago, no Chile. A competição contou com 40 provas, tendo como destaque o Brasil com 52 medalhas no total.

## Medalhistas

### Masculino
| Evento                      | Ouro                              | Ouro     | Prata                          | Prata    | Bronze                       | Bronze   |
| --------------------------- | --------------------------------- | -------- | ------------------------------ | -------- | ---------------------------- | -------- |
| 100 metros                  | Arnaldo da Silva · Brasil         | 10.39    | Robson da Silva · Brasil       | 10.45    | Enrique Canavire · Venezuela | 10.69    |
| 200 metros                  | Robson da Silva · Brasil          | 20.70    | Oscar Barrionuevo · Argentina  | 21.42    | Sérgio Menezes · Brasil      | 21.47    |
| 400 metros                  | Héctor Daley · Panamá             | 46.06    | Sérgio Menezes · Brasil        | 46.53    | Aaron Phillips · Venezuela   | 46.66    |
| 800 metros                  | Luis Migueles · Argentina         | 1:46.90  | Igor Costa · Brasil            | 1:47.61  | Rinaldo Gomes · Brasil       | 1:49.35  |
| 1 500 metros                | Adauto Domingues · Brasil         | 3:42.16  | Emilio Ulloa · Chile           | 3:43.63  | Ricardo Vera · Uruguai       | 3:46.87  |
| 5 000 metros                | Omar Aguilar · Chile              | 13:53.69 | Silvio Salazar · Colômbia      | 14:03.18 | João de Souza · Brasil       | 14:09.43 |
| 10 000 metros               | Omar Aguilar · Chile              | 28:39.90 | João de Souza · Brasil         | 29:02.34 | Silvio Salazar · Colômbia    | 29:03.34 |
| 20 km marcha atlética       | Jorge Yannone · Argentina         | 1:39:04  | Juan Yanes · Venezuela         | 1:42:23  | Jorge Torrealba · Venezuela  | 1:45:41  |
| Maratona                    | Elói Schleder · Brasil            | 2:22:13  | José San Martín · Chile        | 2:24:10  | Mauricio Arancibia · Chile   | 2:26:41  |
| 110 metros barreiras        | Pedro Chiamulera · Brasil         | 13.87    | Joilto Bonfim · Brasil         | 14.21    | George Biehl · Chile         | 14.40    |
| 400 metros barreiras        | Pedro Chiamulera · Brasil         | 49.71    | Antônio Dias Ferreira · Brasil | 50.36    | Wilfredo Ferrer · Venezuela  | 51.36    |
| 3.000 metros com obstáculos | Adauto Domingues · Brasil         | 8:44.38  | Ricardo Vera · Uruguai         | 8:44.85  | Emilio Ulloa · Chile         | 8:45.27  |
| 4×100 metros estafetas      | Brasil                            | 40.00    | Chile                          | 40.69    | Venezuela                    | 40.87    |
| 4×400 metros estafetas      | Brasil                            | 3:07.96  | Argentina                      | 3:10.21  | Venezuela                    | 3:11.29  |
| Salto em altura             | Milton Riitano Francisco · Brasil | 2.17     | Fernando Pastoriza · Argentina | 2.11     | Cláudio Freire · Brasil      | 2.08     |
| Salto à vara                | Oscar Veit · Argentina            | 4.90 =   | Jaime Silva · Chile            | 4.80     | Elson de Souza · Brasil      | 4.80     |
| Salto em comprimento        | Enrique Canavire · Venezuela      | 7.54     | Olivier Cadier · Brasil        | 7.46     | Sergio Roh · Argentina       | 7.20     |
| Salto triplo                | Francisco dos Santos · Brasil     | 16.87    | Jailto Bonfim · Brasil         | 16.06    | Roberto Audain · Venezuela   | 15.62    |
| Arremesso de peso           | Gert Weil · Chile                 | 20.14    | Adilson Oliveira · Brasil      | 17.13    | José Jara · Chile            | 16.20    |
| Lançamento de disco         | José de Souza · Brasil            | 53.10    | Carlos Brynner · Argentina     | 51.60    | Otmar Welsch · Brasil        | 50.92    |
| Lançamento do martelo       | Daniel Gómez · Argentina          | 60.26    | Celso de Moraes · Brasil       | 60.20    | Pedro Rivail Atílio · Brasil | 60.04    |
| Lançamento do dardo         | Juan Garmendia · Argentina        | 75.10    | Luis Lucumí · Colômbia         | 70.64    | Gustavo Wielandt · Chile     | 70.30    |
| Decatlo                     | Paulo Lima · Brasil               | 7341     | Carlos Martín · Argentina      | 6770     | Claudio Escauriza · Paraguai | 6599     |

### Feminino
| Evento                   | Ouro                           | Ouro      | Prata                         | Prata    | Bronze                        | Bronze   |
| ------------------------ | ------------------------------ | --------- | ----------------------------- | -------- | ----------------------------- | -------- |
| 100 metros               | Patricia Pérez · Chile         | 11.78     | Cláudia Santos · Brasil       | 12.02    | Daisy Salas · Chile           | 12.11    |
| 200 metros               | Claudileia dos Santos · Brasil | 23.99     | Patricia Pérez · Chile        | 24.13    | Liliana Chalá · Equador       | 24.26    |
| 400 metros               | Norfalia Carabalí · Colômbia   | 53.25     | Elba Barbosa · Brasil         | 54.36    | Margarita Grün · Uruguai      | 54.39    |
| 800 metros               | Alejandra Ramos · Chile        | 2:03.5    | Soraya Telles · Brasil        | 2:06.3   | Elba Barbosa · Brasil         | 2:09.2   |
| 1 500 metros             | Alejandra Ramos · Chile        | 4:20.16   | Monica Regonesi · Chile       | 4:22.45  | Fabiola Rueda · Colômbia      | 4:22.63  |
| 3 000 metros             | Monica Regonesi · Chile        | 9:29.67   | Carmem de Oliveira · Brasil   | 9:30.37  | Fabiola Rueda · Colômbia      | 9:31.10  |
| 10 000 metros            | Monica Regonesi · Chile        | 34:31.37  | Carmem de Oliveira · Brasil   | 34:47.02 | Margot Vargas · Argentina     | 36:16.80 |
| 100 metros com barreiras | Beatriz Capotosto · Argentina  | 13.87     | Susana Jenkins · Argentina    | 13.94    | Juraciara da Silva · Brasil   | 13.97    |
| 400 metros com barreiras | Maria do Carmo Fialho · Brasil | 59.45     | Cornelia Holzinger · Brasil   | 60.28    | Claudia Oxman · Chile         | 61.42    |
| 4×100 metros estafetas   | Chile                          | 45.80     | Brasil                        | 46.09    | Argentina                     | 46.80    |
| 4×400 metros estafetas   | Brasil                         | 3:39.77 ' | Uruguai                       | 3:41.49  | Chile                         | 3:43.85  |
| Salto em altura          | Ana Maria Marcón · Brasil      | 1.88      | Carmen Garib · Chile          | 1.76     | Conceição Geremias · Brasil   | 1.73     |
| Salto em comprimento     | Conceição Geremias · Brasil    | 6.04      | Silvia Murialdo · Argentina   | 5.81     | Graciela Acosta · Uruguai     | 5.81     |
| Arremesso de peso        | Maria Fernandes · Brasil       | 14.89     | Jazmín Cirio · Chile          | 14.50    | Marinalva dos Santos · Brasil | 14.44    |
| Lançamento de disco      | Márcia Barbosa · Brasil        | 46.16     | Marinalva dos Santos · Brasil | 43.50    | Daphne Birnios · Argentina    | 42.20    |
| Lançamento do dardo      | Mônica Rocha · Brasil          | 52.08     | Sueli dos Santos · Brasil     | 51.52    | Patricia Guerrero · Peru      | 45.38    |
| Heptatlo                 | Ana María Comaschi · Argentina | 4866      | Nancy Vallecilla · Equador    | 4865     | Rita Geremias · Brasil        | 4710     |

## Quadro de medalhas
| Ordem | País      | Medalha de ouro | Medalha de prata | Medalha de bronze | Total |
| ----- | --------- | --------------- | ---------------- | ----------------- | ----- |
| 1     | Brasil    | 21              | 19               | 12                | 52    |
| 2     | Chile     | 9               | 8                | 8                 | 25    |
| 3     | Argentina | 7               | 7                | 4                 | 18    |
| 4     | Colômbia  | 1               | 2                | 3                 | 6     |
| 5     | Venezuela | 1               | 1                | 7                 | 9     |
| 6     | Panamá    | 1               | 0                | 0                 | 1     |
| 7     | Uruguai   | 0               | 2                | 3                 | 5     |
| 8     | Equador   | 0               | 1                | 1                 | 2     |
| 9     | Peru      | 0               | 0                | 1                 | 1     |
| 9     | Paraguai  | 0               | 0                | 1                 | 1     |

Legenda
| Recorde mundial       | Recorde mundial (World record)               |                       | Recorde africano                      | Recorde africano (African) |                                           | Q | Classificado por posição (Qualified) |
| Recorde do campeonato | Recorde do campeonato (Championship record)  | Recorde da América    | Recorde da América (Americas)         | q                          | Classificado por melhor tempo (Qualified) |   |                                      |
| Melhor marca do ano   | Melhor marca do ano (World leading)          | Recorde asiático      | Recorde asiático (Asian)              | DNS                        | Não largou (Did not start)                |   |                                      |
| Recorde nacional      | Recorde nacional (National record)           | Recorde europeu       | Recorde europeu (European)            | DNF                        | Não terminou (Did not finish)             |   |                                      |
| Recorde pessoal       | Recorde pessoal do atleta (Personal best)    | Recorde da Oceania    | Recorde da Oceania (Oceania)          | DSQ / DQ                   | Desclassificado (Disqualified)            |   |                                      |
| Recorde da temporada  | Recorde da temporada do atleta (Season best) | Recorde sul-americano | Recorde sul-americano (South America) | NM                         | Sem marca (No mark)                       |   |                                      |